# Abel Eyinga
Abel Eyinga , né le 13 juillet 1933 à Ondondo et mort le 16 janvier 2014 à Ebolowa, est un homme politique camerounais.

## Biographie

### Enfance et éducation
Ses parents étaient Pierre et Mendou'a Rébecca.
Il fait des études de droit au quartier latin à Paris de 1954 à 1962, jusqu’à son doctorat,.
Alors qu'il commence à s’intéresser aux questions politiques, l'administration française au Cameroun exerce des pressions sur sa famille pour l'en dissuader. Son père lui écrit, sur ordre de Louis-Paul Aujoulat, de « ne pas participer à des choses qui peuvent te nuire là-bas [à Paris] et peut-être à nous aussi [au Cameroun] ».

### Vie publique
Il milite en politique dès l'indépendance du Cameroun.
En 1962, ses études finies, il rentre au pays et entre dans la fonction publique comme Chef de Cabinet du premier Premier ministre du Cameroun Charles Assalé. Bien des années plus tard, il témoigna avoir vu des coopérants entrer sans frapper chez le Premier Ministre pour donner des instructions.
Avec Jean-Michel Tekam, il fonda le Cercle Culturel Camerounais, où se retrouvent de jeunes diplômés mécontents de l'état des choses existants.
Il démissionna pour s'en aller travailler à l'ONU, au secrétariat de Diallo Telli, représentant permanent de la Guinée.
En 1970, il fit circuler un programme au Cameroun pour se présenter contre Ahidjo; sa candidature est refusée mais il est condamné, par contumace, à cinq ans de prison. Sa famille subira également des reprsailles. De plus, il sera expulsé de France et ira enseigner à la faculté d'Alger; il utilisera un sauf-conduit algérien, son passeport camerounais ayant été annulé. Il sera également journaliste pour plusieurs revues. Il écrira notamment une lettre pour dénoncer l'usage de la torture.
En 1991, il retrouve un passeport, et vivra entre Paris et Ebolowa où, en 1996 et 2001, il présenta une liste aux élections municipales.

### Vie privée
Atteint de polyarthrite rhumatoïde, il meurt le 16 janvier 2014 à Ebolowa.

## Œuvres

### Publications
- Mandat d'arrêt pour cause d'élections: de la démocratie au Cameroun : 1970-1978 (1978)
- Introduction à la politique camerounaise (1978)
- Démocratie de Yaoundé: Syndicalisme d'abord (1944-1946) (1986)
- L'U.P.C.: une révolution manquée ? (1991)